# Piper sagittifolium
Piper sagittifolium är en pepparväxtart som beskrevs av C. Dc. och Henri François Pittier. Piper sagittifolium ingår i släktet Piper och familjen pepparväxter. Inga underarter finns listade i Catalogue of Life.